# Jokum Rohde
Jokum Rohde Arnoldi (født 4. januar 1970 i København) er en dansk forfatter og dramatiker. Hans forældre er skuespiller Christiane Rohde og billedkunstneren Per Arnoldi. Jokum Rohdes morfar var direktør for Det Kongelige Teater, Henning Rohde. 
Det litterære udgangspunkt for Jokum Rohde var at skrive en roman, men dette projekt blev i første omgang lagt på hylden. I stedet tog han til Paris, hvor han tilbragte to dage i undergrunden. Turen affødte dramaet To dage ud fra lørdag nat (1993), som han debuterede med som 23-årig. Året efter udkom romanen Jonas’ bog (1994).
Jokum Rohdes forfatterskab har en stor spændvidde: Han har oversat en roman af William S. Burroughs og noveller af Paul Bowles og fulgte i 2001 op på sin debutroman med sin anden roman Falkonmysteriet. I 2005 udkom novellesamlingen Löwenlandet. Desuden har han lavet versioner af Arthur Schnitzlers Anatols Kabinet (1893/1999) og Célines Kirken (1927/2004) og de store klassikerversioner Snedronningen (2000) og Ivanhoe (2003), hvoraf sidstnævnte var et tilløbsstykke, der blev opført af Det Kongelige Teater i Ulvedalene. I sommersæsonen 2006 opførtes Thor, der, som det antydes af titlen, har indhentet sagnstof fra den nordiske mytologi. I 2006 udkom desuden en fotomontage om København, som Jokum Rohde har lavet sammen med Søren Ulrik Thomsen. Senest har han haft premiere med radioteaterspillet Karnevalsmordet i december 2006 på P2. 
Jokum Rohde var medlem af kanonudvalget for scenekunst. 
Derudover har Jokum Rohde deltaget i den offentlige debat på flere områder. Han har blandt andet kritiseret ny politisk dramatik, hvor han advarer om en tendens til at sammenblande kultur og politik. I forlængelse af den diskussion og i det hele taget har han bidraget med adskillige indlæg til en diskussion af teatrets rolle i nyere tid.[kilde mangler]

## Priser
Jokum Rohde har modtaget flere hæderspriser. Blandt andet har han modtaget Marguerite Viby-prisen i 1997, Carlsbergs Idé-legat i 1999, Johannes Allen-prisen 2005 og Reumert-prisen som Årets Dramatiker 2005. Han var endvidere nomineret til Nordisk Dramatikerpris 2006 for stykket Pinocchios aske.

## Værker

### Dramatiske værker og opsætninger
- 1993: To Dage ud fra Lørdag nat. Fiolteatret.
- 1996: Det Virkelige Liv I. Kaleidoskop.

Oversat til Tysk, udenlandsk premiere på Bochum Schauspielhaus 1999.
- 1997: Fantomsmerter: Det virkelige liv II, Kaleidoskop.
- 1997: Dage på Toppen. Kanonhallen, Teater FÅR302.
- 1998: Nero. Turbinehallerne, Det Kgl. Teater. Oversat til tysk, premiere på Theater Lübeck 2001.
- 1999: Guder: Fantomsmerter. Århus Teater.
- 1999: Anatols Kabinet, gendigtning af Arthur Schnitzlers: Anatol (1892). Teater FÅR302.
- 1999: Guder, Pakhus 11. Teater FÅR302.
- 2000: Snedronningen, dramatisering af H.C. Andersens eventyr, Østre Gasværk Teater.
- 2001: Seance, Bådteatret.
- 2002: Jernhesten, Das Beckværk/ Gladsaxe Teater.
- 2003: Ivanhoe, gendigtning af Walter Scotts roman Ivanhoe til skuespil i samarbejde med Jørgen Ljungdalh for Det Kgl. Teater/Ulvedalene.
- 2004: Kirken, ny version af Louis-Ferdinand Célines skuespil Kirken fra 1927, Kaleidoskop.
- 2004: Den tasmanske nat, eventyrmonolog uropført på Det Kgl. Teater/Gamle Scene under festaftenen for det kongelige bryllup.
- 2005: Pinocchios Aske, Det Kgl. Teater/Stærekassen og Odense Teater.
- 2005: De siamesiske tvillinger, Odense Teater.
- 2005: Århundredet, Kaleidoskop, Kanonhallen.
- 2006: Søvngængeren, (IN Demokratiske bestræbelser), Kaleidoskop.
- 2006: THOR, udendørsforestilling i Ulvedalene, Det Kgl. Teater.
- 2006: Karnevalsmordet, Radioteateret, P2.
- 2008: Sally-Stina-skriget, Det Kgl.Teater, Skuespilhuset.
- 2008: Orestien, Odense Teater, Urpremiere september.
- 2008: Darwins Testamente, Det Kgl. Teater, Urpremiere oktober, Skuespilhuset Lille Scene.

### Dramaer udgivet i bogform
- Guder: Fantomsmerter (Forlaget Drama)
- Det virkelige liv & Nero (Lindhardt og Ringhof, 2000)
- Snedronningen (Forlaget Underskoven)
- Seance (Forlaget Drama)
- Pinnochios Aske (Forlaget Drama, 2005)
- Karnevalsmordet (Forlaget Drama, Forlag For Skuespil, Dramapædagogisk Litteratur, Teaterlitteratur mv., 2007)
- Thor: Ultima Ragnarok (Forlaget Drama, Forlag For Skuespil, Dramapædagogisk Litteratur, Teaterlitteratur mv., 2007)

### Bogudgivelser
- JONAS BOG (Roman, Gyldendal 1994)
- FALKONMYSTERIET (Roman, Gyldendal 2001)
- LÖWENLANDET (Noveller, Tiderne Skifter 2005)
- KØBENHAVN- CON AMORE (Bog om København i samarbejde med Søren Ulrik Thomsen, Vindrose 2006)
- TRIANGLEN (Roman, Tiderne Skifter 2016)

### Små historier
- 1999: Dødningen (Kortprosa)
- 2000: Hotelgangen (Sentura #6)
- 2006: Sælg din kærlighed (Thomsen som vi kender ham)

### Oversættelser
- Paul Bowles: En fjern hændelse, novellesamling, Fiskers Forlag, 1992.
- William S. Burroughs: Queer, roman, Rævens Sorte Bibliotek, 1995.